# كورتني جونز
كورتني جونز (بالإنجليزية: Courtney Jones)‏ (و. 1990  م) هي لاعبة كرة قدم، من الولايات المتحدة، ولدت في بالو ألتو، كاليفورنيا، تلعب كمُدَافِعَة، ومُهَاجِمَة.

## روابط خارجية
- كورتني جونز على موقع قاعدة بيانات كرة القدم.إي يو (الإنجليزية)
- كورتني جونز على موقع Soccerway.com (الإنجليزية)
- كورتني جونز على موقع عالم كرة القدم.نت (الإنجليزية)